# 田文豪
田文豪（Tin Man Ho, Barson，1990年3月5日—），生於英屬香港，守門員教練，香港足球運動員，司職守門員。英國海外公民，現為AFC亞洲足協 & Concacaf中北美洲足協教練 - 加拿大足球協會，主要擔任守門員教練。

## 球員生涯
田文豪生於香港，中學就讀於將軍澳名校迦密主恩中學，中四時受沙田區學界體育名校仁濟醫院董之英紀念中學邀請轉校繼續發展其足球生涯，於2008年協助學校奪得全港學界精英足球賽冠軍而自己更獲得最佳防守球員獎。
於2009年為南華奪得香港U20冠軍，田文豪個人奪得「最有價值球員MVP」。
於2010年外借香港傳統球會南華的友會灣仔並出戰當季所有賽事，其首項錦標為協助灣仔於2011/12球季奪得初級組銀牌冠軍而回。
他於2012年入選香港隊出戰國際A級賽。
同年亦回歸南華並首季為南華出賽便奪得本地聯賽冠軍，並隨南華參加亞洲聯賽冠軍盃，亞洲足協盃，英超亞洲挑戰盃，等多項國際性賽事。
同年田文豪首次代表香港城市大學參加香港大專盃便協助校隊在決賽互射12碼階段，一射一撲，贏香港理工大學5–4，自2008年後為香港城市大學再次奪標。
其後因爲繼續學業他一直擔任南華守門員教練，一隊門將及預備組隊長，於2016年3月代表香港城市大學到昆明參與中國大學生足球聯賽並奪得季軍而他更獲得「體育道德風尚獎」和「最佳守門員」的個人奬項。
直到2017年南華宣佈經重新檢視球隊近年發展後決定來屆退出香港超級聯賽轉戰香港甲組聯賽培育青年球員而田文豪與南華解決合約問題後離隊他投。

## 教練生涯
在2015-2017期間，南華領隊，前香港隊守門員教練，亦是田文豪在香港青年軍的守門員教練，朱國權提拔了田文豪為守門員教練，成為球員及教練，同時亦一直接受朱國權的教授和指導。
2017年南華宣布退出職業足球後，田文豪曾到廣州恆大U17準備擔任守門員教練一職，但在合約和政策上的問題，輾轉去到南京足協執教U12，但在廣州恆大時，田文豪認識到前廣州體育局黨委書記，廣州恆大足球學校校長，劉江南博士。
2018年，田文豪受到前恆大足球學校校長劉江南博士邀請，隨他加盟中國賓菲加足球學校，成為守門員總教練，而劉江南博士則為校長。
2019年，田文豪獲得到中國超級聯賽升班馬，深圳佳兆業足球俱樂部執教的機會，成為U19守門員教練，直至尾段，深圳佳兆業分數被拋離篤定從中國超級聯賽降至中國甲組聯賽，青訓教練重組，田文豪離開深圳佳兆業，並由經理人推薦到芬蘭一間球會擔任守門員教練。
2019年，由於深圳與香港相近，田文豪同時回歸香港城市大學足球隊，擔任郭嘉諾副手，以黑的教練身份加盟教練團，每當田文豪在香港的時候就會回到球隊中。
2019年，加盟黃大仙擔任守門員。
2020年，由於疫情問題，田文豪放棄芬蘭外闖機會，轉去到前中國國家隊隊長杜威帶領的中國冠軍聯賽球隊金華北辰，由於疫情及球會財政問題，球會連續欠薪半年後，於2020年6月宣布解散。
2020年，田文豪獲前南華及灣仔教練顧錦輝邀請，重返灣仔協助地區足球發展，擔任守門員兼隊長及教練。
2020年，田文豪獲香港城市大學女子足球隊主教練李美芬邀請，加盟香港樂天足球會擔任守門員教練，出戰香港女子足球聯賽。
2020年，田文豪獲All Black FC擔任守門員教練。協助新來港難民，在港少數族裔，與本地及外籍在港人士，融入在社會內。
2021年，田文豪獲邀到青島，為一名在中國國家青年隊選才名單內的加拿大華人青年門將擔任他的私人教練。並成功簽約美職聯-溫哥華白帽。
2021年，田文豪到溫哥華，於Fusion FC 及 FC Tigers Vancouver。
2022年，田文豪加盟Douglas Royals （Douglas Colleg］ 足球隊）男足及女足教練團。
2022年，田文豪加盟加拿大3大巨頭國際名大學英屬哥倫比亞大學University of British Columbia 男子足球隊教練團，UBC Thunderbirds 。並在2024年奪得加拿大Usports全國賽冠軍，事隔11年再次奪冠。亦在2025年開始同時兼任男足及女足教練團成員。
2022年，田文豪加盟UBC Thunderbirds男足在溫哥華超級聯賽的隊伍 - Vancouver United Hibernian 擔任球員兼教練。並在2023，2024年奪得Imperial Cup。亦在2024年代表英屬哥倫比亞省 British Columbia 出戰加拿大全國賽 Canadian National Championship
2023年，田文豪加盟加拿大甲組League 1 Canada League 1 BC Nautsa’mawt FC教練團。
2025年，田文豪加盟加拿大甲組League 1 Canada League 1 BCAltitude FC教練團。
2025年，田文豪加盟英屬哥倫比亞超級聯賽British Columbia Soccer Premier League  球會 Vancouver United 擔任守門員教練總監。

## 榮譽
南華
- Nike超級盃冠軍（2009–10季度）
- Nike超級盃「最有價值球員MVP」（2009–10季度）
- 香港甲組足球聯賽冠軍（2012–13季度）
- 香港高級組銀牌冠軍（2013–14季度）
- 香港社區盃冠軍（2014、2015年）
- 香港菁英盃亞軍（2015–16季度）
- 香港足總盃亞軍（2016–17季度）
- 香港聯賽盃亞軍（2014–15、2015–16季度）

灣仔
- 香港初級組銀牌冠軍（2011–12季度）

仁濟醫院董之英紀念中學
- 全港學界精英足球賽冠軍（2007–08季度）
- 全港學界精英足球賽 最佳防守球員（2007–08季度）

香港城市大學
- 大專盃冠軍（2013、2017）
- 中國大學生足球聯賽季軍（2016）
- 中國大學生足球聯賽 體育道德風尚獎（2016）
- 中國大學生足球聯賽 最佳守門員（2016）

香港
- 港澳埠際賽冠軍（2009）

## 外部連結
- 香港足球總會網站球員資料 （页面存档备份，存于）